# Ivan de Prume
Ivan de Prume es un baterista estadounidense reconocido por su trabajo con la agrupación de groove metal White Zombie. A los 16 años tocó la batería en una banda llamada Life con la bajista Sean Yseult. La banda se disolvió pero a los pocos meses Sean lo llamó para hacer parte de un nuevo proyecto que se encontraba adelantando con los músicos Rob Cummings y Paul Kostabi, que finalmente terminó llamándose White Zombie. Ivan grabó y salió de gira con la banda por siete años. Después de firmar un contrato con Geffen Records y trasladarse con la banda a Los Ángeles, la producción multiplatino La Sexorcisto: Devil Music Vol. 1 fue publicada. Ivan dejó a White Zombie en 1992. 